# Apache Indian
Apache Indian é o nome artístico de Steven Kapur  (Handsworth, Birmingham, 11 de maio de 1967).

## Biografia
Nascido em uma família de origem indiana, Kapur cresceu em Handsworth, uma área racialmente mista, com grandes comunidades negras e asiáticas. No início dos anos 80 ele trabalhou com sistemas de som e em 1990 gravou  seu primeiro single, "Movie over India". Este single misturava ragga e bhangra e foi muito popular entre o público inglês. Os dois próximos singles também  seguiram o mesmo ritmo: "Chok There" e "Don Raja". Em 1992, ele assinou um contrato com a Island Records.
Com a colaboração de seus primos Simon & Diamond agora chamado de DJ Swami, ele produziu a mistura de bhangra Raggamuffin - também conhecido como bhangramuffin - para o mundo com seu primeiro álbum “No reservations”, gravado na Jamaica e produzido por Simon & Diamond , Phil Chill, Robert Livingston, Bobby Digital e Sly Dunbar) em 1993. Foi seguido pelo álbum “Make way for the Indian” (produzido por Mafia Sly & Robbie, The Press, e Fluxy, Dinesh Pandit e Lane Chris), que contou com o rapper Tim Dog. Seu próximo álbum Real people/Wild East (1997) (produzido por Harjinder Boparai) provou ser seu melhor álbum e mais experimental, e também contou com mais elementos indianos do que nos outros dois álbuns anteriores. Em seu auge, ele também fez uma aparição no filme Tamil, “Love Birds”, dançando ao lado de Prabhu Deva.
Apache Indian gravou com Boyz II Men, Blackstreet, Wreckx 'n' Effect, UB40, Sean Paul, Maxi Priest, General Levy, Yami Bolo, Shaggy, Boy George, A.R. Rahman, Sameera Singh, Asha Bhosle e Pras dos Fugees, Malkit Singh, Davinder Singh, Kaptain Laadi e, mais recentemente, com Jazzy B (auto-proclamado como o príncipe herdeiro do Bhangra).
Seu maior hit “Boom shack-a-lak” foi destaque nos filmes "Threesome" Três Formas de Amar (1994) Débi & Lóide e Scooby-Doo 2 - Monstros à Solta. No Brasil integrou a trilha sonora internacional da novela Olho no Olho.  Alcançou a posição 5 no UK Singles Chart, a parada musical do Reino Unido, em 1993,

Álbum "Olho no Olho Internacional", lançado pela gravadora Somlivre em 1993, na ocasição da exibição da novela, que a canção "Boom Shack-A-Lak" esteve incluída.

## Singles
- 1990 "Movie Over India"
- 1993 "Chok There"
- 1993 "Don Raja"
- 1992 "Fe' Real" UK #33
- 1993 "Boom Shack-A-Lak"
- 1993 "Arranged Marriage" UK #16
- 1993 Chok There UK #30
- 1993 Nuff Vibes UK #5
- 1993 "Movin' On" UK #48
- 1994 "Music Relief" Charity Single #12
- 1994 "Wrecxx Shop" UK #26
- 1995 "Make Way for the Indian" UK #29 (Apache Indian & Tim Dog)
- 1995 "Ragamuffin Girl" (feat. Frankie Paul) UK #31
- 1997 "Lovin' (Let Me Love You)" UK #53
- 1997 "Real People" UK #66
- 2005 "Om Numah Shivaya"
- 2005 Israelites " (vs. Desmond Dekker)
- 2006 "Teriyan Adawaan" (Preet Harpal)
- 2007 "Ground Shaker 2"
- 2008 "Ruff n Ready" (Lick 2 Shotz Mirza Mc)
- 2009 "Sohni Lagdi" (Punjabi by nature)
- 2011 Dildar (Sarbjit Cheema)